# Корнуэлл, Бернард
Бе́рнард Ко́рнуэлл (англ. Bernard Cornwell, род. 23 февраля 1944) — английский писатель и репортёр, автор исторических романов про королевского стрелка Ричарда Шарпа.
Бернард Корнуэлл родился в Лондоне в 1944 году. Это был «ребёнок войны» — его отец был канадским лётчиком, а мать служила во вспомогательных частях ВВС. Его усыновила семья из Эссекса, принадлежавшая религиозной секте «Особые люди». Он вырвался оттуда и поступил в Лондонский университет, после его окончания работал некоторое время учителем, затем поступил на работу в Би-Би-Си, где проработал следующие 10 лет, начав работу репортёром, а закончив руководителем бюро новостей Би-Би-Си в Северной Ирландии. Корнуэлл — автор целого ряда серий историко-приключенческих книг, среди которых центральное место занимает сага о королевском стрелке Шарпе.

### Приключения Ричарда Шарпа
Наиболее известная серия книг Корнуэлла, повествующая о приключениях британского солдата Ричарда Шарпа во времена Наполеоновских войн.
Список романов в порядке написания:
1. Орёл Шарпа / Sharpe’s Eagle — 1981
2. Золото Шарпа / Sharpe’s Gold — 1981
3. Рота Шарпа / Sharpe's Company — 1982
4. Клинок Шарпа / Sharpe's Sword — 1983
5. Враг Шарпа Sharpe's Enemy — 1984
6. Честь Шарпа / Sharpe' Honour — 1985
7. Полк Шарпа / Sharpe's Regiment — 1986
8. Осада Шарпа / Sharpe's Siege — 1987
9. Стрелки Шарпа / Sharpe's Rifles — 1988
10. Месть Шарпа / Sharpe’s Revenge — 1989
11. Ватерлоо Шарпа / Sharpe’s Waterloo — 1990
12. Дьявол Шарпа / Sharpe's Devil — 1992
13. Битва Шарпа / Sharpe’s Battle — 1995
14. Тигр Шарпа / Sharpe’s Tiger — 1997
15. Триумф Шарпа / Sharpe’s Triumph — 1998
16. Крепость Шарпа / Sharpe’s Fortress — 1999
17. Трафальгар Шарпа / Sharpe’s Trafalgar — 2000
18. Добыча Шарпа / Sharpe's Prey — 2001
19. Перестрелка Шарпа / Sharpe's Skirmish (рассказ) — 2002
20. Рождество Шарпа / Sharpe’s Christmas (рассказ) — 2003
21. Выкуп Шарпа / Sharpe’s Ransom (рассказ) — 2003
22. Хаос Шарпа / Sharpe's Havoc — 2003
23. Спасение Шарпа / Sharpe's Escape — 2004
24. Ярость Шарпа / Sharpe's Fury — сентябрь 2006
25. Убийца Шарпа / Sharpe's Assassin — 2021

### Сага о Натаниэле Старбаке
Время действия — американская Гражданская Война. Главный герой, северянин Старбак решает воевать на стороне южан.
1. Мятежник / Бунтарь / Rebel (1993)
2. Перебежчик / Copperhead (1994)
3. Боевое Знамя / Battle Flag (1995)
4. Кровавая Земля / The Bloody Ground (1996)

### Сага о короле Артуре
Версия Артурианы, значительно отличающаяся от общепринятой. Военачальник Артур даёт клятву сохранить престол для юного наследника, принца Мордреда. Повествование ведётся от лица Дерфеля Кадарна, одного из соратников Артура. 
1. Король Зимы (1995)
2. Враг Божий (1996)
3. Экскалибур (1997)

### Цикл «Томас из Хуктона» («Поиски Грааля»)
Действие происходит во времена Столетней войны. 
1. Арлекин (2000)
2. Скиталец (2002)
3. Еретик (2003)
4. 1356 (2012)

### Серия «Саксонские хроники» / The Saxon Stories
Эпоха Альфреда Великого
1. Последнее королевство / The Last Kingdom (2004)
2. Бледный всадник / The Pale Horseman (2005)
3. Властелин Севера / The Lords of the North (2006)
4. Песнь небесного меча / Sword Song (2007)
5. Горящая земля / The burning land (2009)
6. Смерть королей / Death of kings (2011)
7. Языческий лорд / The Pagan Lord (2013)
8. Пустой Трон / The Empty Throne (2014)
9. Воины бури / Warriors of the Storm (2015)
10. Несущий огонь / The Flame Bearer (2016)
11. Война Волка / War of the Wolf (2018)
12. Меч королей / Sword of kings (2019)
13. Повелитель Войны / War Lord (2020)

### Crowning Mercy
Под псевдонимом Сюзанна Келлс
1. Последнее прощение / A Crowning Mercy (1983)
2. Fallen Angels (1984)
3. Coat of Arms (The Aristocrats)(1986)

### Внесерийные книги
- Redcoat (1987)
- Свинцовый шторм / Wildtrack (1988)
- Sea Lord (aka «Killer’s Wake») (1989)
- Crackdown (1990)
- Stormchild (1991)
- Scoundrel (1992)
- Стоунхендж (1999)
- Вытащить из петли / Gallows Thief (2001)
- Азенкур (2008)
- The Fort (2010)
- Безумен род людской / Fools and Mortals (2017)

### Документальная проза
- Ватерлоо / Waterloo (2014)

## Экранизации
- «Последнее королевство»
- «Зимний король»
- «Приключения королевского стрелка Шарпа»